# Marcus Meibom
Marcus Meibom, född 1630 i Tönning, död 1711, var en tysk filolog.
Meibom utgav 1652 i Amsterdam en förtjänstfull latinsk översättning, jämte kommentar, av de grekiska musikskriftställarna, Antiquae musicce auctores septem (2 band). Detta arbete var tillägnat drottning Kristina, vilken till lön inbjöd honom till Sverige, där han anställdes vid drottningens bibliotek. Efter en tvist med Kristinas gunstling Bourdelot måste Meibom likväl lämna Sverige. Han var 1653-63 kunglig bibliotekarie i Köpenhamn, 1663-68 tullförvaltare i Helsingör och slutligen gymnasielärare i Amsterdam.